# Pablo Iglesias Turrión
Pablo Manuel Iglesias Turrión (* 17. října 1978 Madrid) je španělský politik, který je zakladatelem a v letech 2014–2021 generálním tajemníkem hnutí Podemos. V letech 2020 a 2021 byl vicepremiérem a ministrem sociálních věcí. V roce 2021 rezignoval a odešel z politiky.

## Život
Pochází z tradičně levicově orientované rodiny, ve čtrnácti letech vstoupil do mládežnické organizace Komunistické strany Španělska. Vystudoval práva na Universidad Complutense v Madridu, na Boloňské univerzitě získal titul Ph.D. v politologii a na European Graduate School ve Švýcarsku Master of Arts v oboru filmové a mediální vědy. Působí jako čestný profesor politických věd na Universidad Complutense, spolupracuje s levicovým think tankem Fundación Centro de Estudios Políticos y Sociales a vystupuje jako komentátor na internetové televizi La Tuerka, psal také pro noviny Público, které roku 2012 zanikly. V lednu 2014 stál u zrodu antiglobalizačního hnutí Podemos, za které byl v červnu téhož roku zvolen do Evropského parlamentu. Byl členem frakce Evropská sjednocená levice a Severská zelená levice a pracoval ve výboru pro zahraniční záležitosti, v listopadu 2015 mandát složil a soustředil se na kampaň ke španělským parlamentním volbám, v nichž byl zvolen poslancem Kongresu.
V roce 2020 se stal ministrem pro sociální věci a vicepremiérem ve druhé vládě Pedra Sáncheze.
V březnu 2021 oznámil, že se vzdá vládní funkce vicepremiéra a mandátu v Generálních kortesách, aby mohl vést stranu v regionálních volbách v Madridském společenství. V dubnu bylo medializováno, že Iglesias dostal výhrůžky smrtí včetně dopisu s nábojnicemi. Ve volbách Podemos skončili pátí se 7 procenty hlasů. Po neúspěchu ve volbách se rozhodl odejít z politiky, což zdůvodnil i tím, že on i jeho rodina byli denně obtěžováni.
Po odchodu z politiky spustil v roce 2023 levicový televizní kanál Canal Red. Financován je přes crowdfunding.